# Raduń (powiat goleniowski)
Raduń (do 1945 niem. Schwabach) – obecnie uroczysko, dawna wieś w Polsce, w województwie zachodniopomorskim, w powiecie goleniowskim, w gminie Goleniów.

## Historia
Przed 1945 r. wieś należała do Niemiec, znajdowała się w prowincji Pomorze, w rejencji szczecińskiej, w powiecie Naugard (do 1939 w powiecie Randow).
Wieś została założona w 1312 roku na terenach podarowanych przez księcia Ottona I miastu Szczecin. Jej pierwotna nazwa brzmiała Raddun. Położona w trudno dostępnym bagiennym terenie osada z czasem podupadła. W 1750 roku król pruski Fryderyk II Wielki podarował ją generałowi von Stile, który sprowadził nowych kolonistów. Wieś przemianowano wówczas na Schwabach. 
Schwabach była średnią wioską, liczyła około 30 zabudowań. W 1939 roku mieszkało w niej 191 osób. W pobliżu znajdowały się dwa cmentarze oraz przystań. Podczas II wojny światowej wokół wsi usytuowano stanowisko obrony przeciwlotniczej, broniące przed nalotami fabrykę benzyny syntetycznej w Policach. Wieś poważnie ucierpiała w wyniku alianckich nalotów w latach 1944-1945. Po wojnie pozostałości zabudowań zostały rozebrane, część cegły przeznaczono na odbudowę stolicy. Obecnie na terenie dawnej wsi rośnie las i łąki. Wieś jest wymieniana w raportach gminy Goleniów.
Polską nazwę wsi Raduń ustalono urzędowo rozporządzeniem Ministrów Administracji Publicznej i Ziem Odzyskanych z dnia 9 grudnia 1947 roku.